# Oiartzun (fiume)
L'Oiartzun (pronuncia basca [oiaɾts̻un]) è un fiume situato nei Paesi Baschi, a nord della penisola iberica.
È il fiume più piccolo della provincia di Gipuzkoa. Nasce nel massiccio Peñas de Aya (in basco Aiako Harria) ad un'altitudine superiore a 700 m, passa per l'omonimo comune e sfocia nel Golfo di Biscaglia.